# Triclorur de fòsfor
El triclorur de fòsfor és un compost químic de fòsfor i clor, amb la fórmula química PCl₃. La seva geometria molecular és trigonal piramidal. És el més important dels clorurs de fòsfor. És un compost químic industrial important, que s'utilitza en la manufactura de compostos organofosforats per a una àmplia varietat d'aplicacions. Té un senyal 31P NMR aproximadament a +220 ppm.
Es considera que el fòsfor en el PCl₃ té l'estat d'oxidació +3, i els àtoms de clor té l'estat d'oxidació −1. La major part de la seva reactivitat és consistent amb aquesta descripció.

## Reaccions redox
El PCl₃ és precursor a altres compostos de fòsfor, sent oxidat a pentaclorur de fòsfor (PCl₅), clorur de tiofosforil (PSCl₃), o oxiclorur de fòsfor (POCl₃).
Si es fa passar una descàrrega elèctrica a través d'una mescla de vapor de PCl₃ i gas hidrogen, es forma un clorur de fòsfor rar, el tetraclorur de difòsfor (P₂Cl₄).

## PCl₃ com a electròfil
El triclorur de fòsfor és el precursor de compostos organofosforats que contenen un o més àtoms de P(III), notablement fosfits i fosfonats. Aquests compostos no solen contenir els àtoms de clor que estan al PCl₃.
El PCl₃ reacciona ràpidament i exotèrmica amb aigua per formar àcid fosforós, H₃PO₃ i HCl:
PCl₃ + 3 H₂O → H₃PO₃ + 3 HCl
Es coneixen un gran nombre de substitucions similars, sent una de les més importants la formació d'èsters de fosfit per reacció amb alcohols o fenols. Per exemple, amb fenol, es forma el fosfit de trifenil:
3 PhOH + PCl₃ → P(OPh)₃ + 3 HCl
on "Ph" es refereix al grup fenil, -C₆H₅. Els alcohols, com l'etanol, reaccionen d'una manera similar, en presència d'una base com una amina terciària:
PCl₃ + 3 EtOH + 3 R₃N → P(OEt)₃ + 3 R₃NH+Cl−
Un altre compost que pot ser preparat de la mateixa forma és el fosfit de triisopropil (p.i. 43.5 °C/1.0 mm; CAS# 116-17-6).
No obstant, en absència de base, la reacció produeix l'àcid fosfònic i un clorur d'alquil, segons la següent estequiometria:
PCl₃ + 3 C₂H₅OH → 3 C₂H₅Cl + H₃PO₃
Les amines, R₂NH, formen P(NR₂)₃, i els tiols (RSH) formen P(SR)₃. Una reacció industrialment rellevant del PCl₃ amb amines és la fosfonometilació, que utilitza formaldehid:
R₂NH + PCl₃ + CH₂O → (HO)₂P(O)CH₂NR₂ + 3 HCl
Els aminofosfonats són àmpliament usats com a agents segrestants i antiescames en tractament d'aigua. L'herbicida glifosat també és produïda d'aquesta forma. La reacció del PCl₃ amb reactius de Grignard i organoliti és un mètode útil per a la preparació de fosfines orgàniques amb la fórmula R₃P (també denominats fosfans) tals com la trifenilfosfina, Ph₃P.
3 PhMgBr + PCl₃ → Ph₃P + 3 MgBrCl
Sota condicions controlades, el PCl₃ pot ser usat per preparar PhPCl₂ i Ph₂PCl.

## PCl₃ com a nucleòfil
El triclorur de fòsfor té un parell lliure, i conseqüentment pot actuar com una base de Lewis, per exemple, amb l'àcid de Lewis BBr₃. Forma un adducte 1:1, Br₃B−−+PCl₃. També es coneixen complexos metàl·lics, com el Ni(PCl₃)₄. La basicitat de Lewis s'explota en una ruta útil cap als compostos organofosforats, usant un clorur d'alquil i clorur d'alumini:
PCl₃ + RCl + AlCl₃ → RPCl₃+ + AlCl₄−
El producte RPCl₃+ pot ser hidrolitzat per produir un diclorur alquilfosfònic RP(=O)Cl₂.

## Preparació
La producció mundial excedeix el terç de milió de tones. El triclorur de fòsfor es prepara industrialment per reacció amb clor, amb una solució de fòsfor blanc en triclorur de fòsfor, amb eliminació contínua del PCl₃ format.
P₄ + 6 Cl₂ → 4 PCl₃
La producció industrial de triclorur de fòsfor està sota el control de la Convenció sobre Armes Químiques. En el laboratori, pot ser més convenient usar fòsfor vermell, que és menys tòxic. És prou barat que no hauria de ser sintetitzat només per a treball en el laboratori.

## Usos
El PCl₃ és important indirectament com a precursor del PCl₅, POCl₃ i el PSCl₃, que al seu torn tenen moltes aplicacions en herbicides, insecticides, plastificants, additius de petroli i retardants de flames.
Per exemple, l'oxidació del PCl₃ condueix al POCl₃, que és utilitzat per a la manufactura del fosfat de trifenil i el fosfat de tricresil, que troben aplicacions com a retardants de flames i plastificants pel PVC. També s'usen per preparar insecticides, com el diazinon. Els fosfonats inclouen a l'herbicida glifosat.
El PCl₃ és el precursor de la trifenilfosfina per a la reacció de Wittig, i els èsters de fosfit, que poden ser usats com a intermediaris industrials, o en la reacció de Horner-Wadsworth-Emmons, tots dos importants mètodes per preparar alquens. Pot ser usat per fer òxid de trioctilfosfina (TOPO), que s'usa com un agent d'extracció, encara que generalment el TOPO es prepara a través de la fosfina corresponent.
El PCl₃ també és usat directament com un reactiu en síntesi orgànica. Se li usa per convertir alcohols primaris i secundaris en clorurs d'alquil, o àcids carboxílics en clorurs d'acil, encara que el clorur de tionil generalment dona millors rendiments que el PCl₃.

## Precaucions
El PCl₃ és tòxic, sent una concentració de 600 ppm letal en uns pocs minuts. El PCl₃ està classificat com molt tòxic i corrosiu sota la Directiva 67/548/EEC de l'EU, i les frases de risc R14, R26/28, R35 i R48/20 són obligatòries.